# 1924
1924 (MCMXXIV) fue un año bisiesto comenzado en martes según el calendario gregoriano.

## Acontecimientos

### Enero
- 3 de enero: en el panteón civil de Mérida (México), es fusilado tras arrebatarle el poder público Felipe Carrillo Puerto, gobernador socialista de Yucatán, junto a sus hermanos: Edesio, Benjamín y Wilfrido y 9 colaboradores más.
- 6 de enero: en Estella (España) se funda el Club Deportivo Izarra de fútbol.
- 7 de enero: en los almacenes portuarios de Londres (Reino Unido) se desata un gran incendio.
- 8 de enero: en España, un decreto del rey suspende la inmunidad parlamentaria.
- 16 de enero: en Pehuajó, Argentina, nació Guillermo Gallo.
- 18 de enero: en España, los asesinos del expresidente Eduardo Dato, Pedro Mateu y Luis Nicolau, condenados a muerte, son finalmente indultados.[1]
- 24 de enero: en la Unión Soviética, la ciudad de Petrogrado es rebautizada como Leningrado en honor a Lenin, fallecido tres días antes.
- 25 de enero: en la Chamonix-Mont-Blanc (Francia), se inician los primeros juegos olímpicos de invierno de la historia, los Juegos Olímpicos de Chamonix 1924.
- 27 de enero: en Roma, Italia y el Reino de los Serbios, Croatas y Eslovenos firman el Tratado de Roma, por el que se reparten la ciudad de Fiume.
- Se descubre la vacuna BCG (bacillus Calmette-Guérin), que demuestra ser eficaz contra la tuberculosis.

### Febrero
- 1 de febrero: Reino Unido reconoce a la Unión Soviética.
- 2 de febrero: Se inicia la Segunda guerra civil de Honduras.
- 4 de febrero: en India, los invasores británicos dejan libre al líder nacionalista indio Mahatma Gandhi, a quien habían encarcelado.
- 4 de febrero: en las islas Canarias, un hidroavión tripulado por el comandante Delgado y el capitán Franco efectúa un vuelo sobre el Teide.
- 7 de febrero: se ponen de moda los vestidos huecos, de falda larga adornada con franjas de galón y volantes anchos.

- 7 de febrero: en Uruguay se aprueba un proyecto de ley que impone el trabajo individual colectivo obligatorio.
- 9 de febrero: en Estados Unidos se decreta la velocidad máxima de los automóviles en 24 km/h para el tránsito por las ciudades.
- 14 de febrero: en Berlín se estrena la película Los nibelungos, de Fritz Lang.
- 16 de febrero: la ciudad de Fiume es ocupada por los italianos.
- 19 de febrero: el Patriarca Ecuménico de Constantinopla excomulga al fundador de la Iglesia Ortodoxa Turca, papa Eftim I, tras haber ocupado la iglesia greco-ortodoxa de Santa María de Kaffa (Panagia Kaphatiani), situada en el barrio estambulí de Gálata.
- 21 de febrero: en España, el dictador Miguel Primo de Rivera clausura el Ateneo de Madrid y destierra a Miguel de Unamuno, tras desposeerle de su cátedra en la Universidad de Salamanca.
- 24 de febrero: en España, el sacerdote católico Santiago Alberione, fundador de los paulinos inicia la Sociedad Bíblica Católica Internacional, primera en la Iglesia Católica.

### Marzo
- 1 de marzo: se descubren las Tablillas de Glozel.
- 1 de marzo: en China, los comunistas son admitidos en el Kuomintang.
- 3 de marzo: el califato es abolido en Turquía.
- 23 de marzo: en Berlín se inaugura el Instituto Werner Siemens de investigación radiológica.
- 25 de marzo: en Atenas se proclama la Segunda República helénica.[2]
- 28 de marzo: Se funda la primera radio difusora de Chile  llamada Radio Chilena

### Abril
- 1 de abril: Adolf Hitler es condenado a cinco años de cárcel por alta traición, al intentar deponer por la fuerza al Gobierno bávaro el 8 de noviembre anterior.

1 de abril: en España se constituyen los ayuntamientos de todo el país según el nuevo estatuto de régimen local basado en un concepto organicista de la vida social.
- 3 de abril: Terremoto 7,0 golpea el occidental del Valle Central de Costa Rica, dejando por lo menos 70 fallecidos.
- 6 de abril: Se celebran elecciones generales en Italia, resultando la Lista Nacional de Benito Mussolini como claro ganador, adjudicándose dos terceras partes de las cámaras.
- 9 de abril: Los comités de Peritos, presididos por el general Charles Gates Dawes y Reginald McKenna, encargados de encontrar una solución al problema de las reparaciones de la Primera Guerra Mundial, presentan su plan para que Alemania pueda hacer frente a los pagos, el Plan Dawes.[3][4]
- 14 de abril: Se funda en España el partido político del régimen de Miguel Primo de Rivera, la Unión Patriótica.
- 19 de abril: Se constituye en Madrid la Compañía Telefónica Nacional de España (CTNE), actual Telefónica.
- 24 de abril: Grave accidente de tren en Bellinzona (Suiza) con 15 muertos y decenas de heridos. Entre los muertos se encontraba el ex vicecanciller del Imperio Alemán e importante miembro del partido nacionalista DNVP Karl Helfferich.[5][6]

### Mayo
- 4 de mayo: Los Juegos Olímpicos de París 1924, oficialmente conocidos como los Juegos de la VIII Olimpiada, se celebraron en París, entre el 4 de mayo y el 27 de julio. La sede acogió a 3089 atletas, 2956 hombres y 136 mujeres.
- 4 de mayo: Las elecciones de Alemania dan como resultado un parlamento muy fragmentado y polarizado, haciendo imposible la formación de un gobierno estable y obligando finalmente a la convocatoria de nuevas elecciones en diciembre.
- 7 de mayo: en la Ciudad de México, el peruano Víctor Raúl Haya de la Torre funda el Apra.
- 11 de mayo: La victoria del Cartel de la izquierda en las elecciones francesas ponen en una situación muy difícil al presidente del gobierno Raymond Poincaré y al presidente de la república Alexandre Millerand, que se verán obligados a dimitir a las pocas semanas.
- 17 de mayo: en los Estados Unidos se funda la Metro-Goldwyn-Mayer, resultado de la fusión de Metro Pictures, Goldwyn Pictures y Louis B. Mayer.
- 21 de mayo: los estudiantes estadounidenses Nathan Leopold y Richard Loeb asesinan a su compañero Bobby Franks con el objetivo de cometer un "crimen perfecto". La prensa lo considerará el crimen del siglo.
- 25 de mayo: Los Estados Unidos restringen la inmigración de asiáticos en su territorio, según la Ley de inmigración de 1924, provocando un grave conflicto diplomático con Japón.
- 29 de mayo: en Madrid (España) se funda la Agrupación Deportiva El Rayo actual Rayo Vallecano de Madrid.

### Junio
- 1 de junio: en Austria, intento de asesinato del canciller Ignaz Seipel, que es gravemente herido de dos disparos, pero logra sobrevivir.[7]
- 6 de junio: en la iglesia de Santa María de Kaffa (Panagia Kaphatiani) del barrio estambulí de Gálata se celebra el segundo concilio de la Iglesia Ortodoxa Turca, y se decide establecer en ella la sede del Patriarcado Ortodoxo Turco.
- 8 de junio George Mallory y Andrew Irvine son vistos por última vez en su camino hacia la cumbre del monte Everest por su compañero Noel Odell a las 12:50 p. m. Ambos montañeros perderían la vida en su intento de coronar la montaña más alta del mundo.
- 9 de junio: la selección de fútbol de Uruguay da la sorpresa en los Juegos Olímpicos de París 1924 y se hace con la medalla de oro. Su principal jugador fue José Leandro Andrade.
- 9 de junio: en Loja (Ecuador) vota Matilde Hidalgo de Procel, siendo la primera mujer en ejercer formalmente ese derecho en América del Sur.[8]
- 10 de junio: en Italia, militantes fascistas secuestran y asesinan al diputado socialista italiano Giacomo Matteotti.
- 13 de junio: en Moscú, el Consejo de Comisarios del Pueblo de la RSFSR (República Socialista Federativa Soviética de Rusia) adopta una resolución «Sobre la organización de la producción cinematográfica en la RSFSR». El Ministerio de Educación de la Unión Soviética reorganiza el Goskino y sienta las bases para el Sovkino (Comité Estatal de Cinematografía). Las funciones ideológicas fueron transferidas a las comisarías populares republicanas de educación y el Estado asumió el monopolio de la distribución de películas.
- 20 de junio: en San Salvador (El Salvador) se registra una grave inundación.[9]
- 27 de junio: En Italia, 123 diputados, pertenecientes al PPI, el PSU, el PSI, el PCI, el PDSI, el PRI y el PRD y el Partido Sardo de Acción deciden abandonar el parlamento y formar la Secesión del Aventino.[10]
- 30 de junio: en Jerusalén (Palestina), el judío sionista Avraham Tehomi asesina a tiros al poeta judío Jacob Israël de Haan.

### Julio
- 1 de julio: en Japón, la villa de Kawasaki se convierte oficialmente en ciudad.
- 1 de julio: en Estados Unidos, el Ku Klux Klan desencadena una ola de violencia racial.
- 1 de julio: Se proclama la República Popular de Mongolia.
- 4 de julio: en España, el dictador Miguel Primo de Rivera declara una amnistía general para gran número de delitos. Entre ellos, serán amnistiados todos los implicados en el Expediente Picasso, principalmente el señalado Dámaso Berenguer, dando con ello carpetazo al expediente. La amnistía también incluye a desterrados como Miguel de Unamuno y Rodrigo Soriano, que deciden no acogerse a ella y exiliarse en Francia.[11]
- 5 de julio: en São Paulo se inicia la Revolución paulista, que durará cerca de 1 mes y provocará más de 500 muertos, casi 5.000 heridos y cerca de 250.000 personas desplazadas.
- 15 de julio: el Reino Unido acuerda con Italia la entrega de una parte de Kenia como recompensa por la ayuda italiana en la Primera Guerra Mundial, que será anexada por la Somalia italiana al este del Río Juba, la zona se llamará Jubalandia.[12]
- 19 de julio: en la colonia aborigen Napalpí, a 120 km de Resistencia (capital de la provincia de Chaco, Argentina) un grupo de estancieros y 130 policías asesina a unos 200 aborígenes tobas y mocovíes (Masacre de Napalpí). En los días siguientes, en la comisaría de Quitilipi exhiben penes y orejas cortados.
- 27 de julio: 17 campesinos búlgaros son asesinados por soldados griegos en la frontera entre ambos países, provocando un grave conflicto diplomático.[13]

### Agosto
- 1 de agosto: en Moscú (Unión Soviética) los restos de Vladimir Lenin son depositados en su mausoleo en la Plaza Roja.
- 2 de agosto: en Londres, los países aliados se ponen de acuerdo para la aplicaicón del Plan Dawes sobre las reparaciones alemanas y la evacuación de la cuenca del Ruhr.[14]
- 7 de agosto: en Perú se funda la Federación Universitaria de Fútbol, que luego se cambiaría de nombre a Club Universitario de Deportes.
- 7 de agosto: en Colombia se funda el Club Juventud Junior, que más tarde se conocería como Junior de Barranquilla.
- 16 de agosto: en Londres, el gobierno Francés y Belga acuerdan con el gobierno Alemán el abandono de la cuenca del Río Ruhr en el plazo de un año desde la aceptación por estos del Plan Dawes.[15]
- 16 de agosto: en las afueras de Roma, aparece el cadáver en avanzado estado de descomposición del diputado italiano Giacomo Matteotti.[15]
- 20 de agosto: en Bogotá (Colombia), se firma el Tratado Victoria-Vélez, que reconoce los límites entre Colombia y Panamá.
- 28 de agosto: se estrena la película El caballo de hierro, dirigida por John Ford.
- 28 de agosto: los habitantes de Georgia inician la Rebelión de Agosto contra el gobierno comunista.
- 29 de agosto: en Berlín, tras una ruidosa y polémica votación, el Reichstag aprueba finalmente el Plan Dawes tras el apoyo de última hora de 46 diputados monárquicos del DNVP.[16]

### Septiembre
- 4 de septiembre: en Chile ocurre el Ruido de Sables.
- 9 de septiembre: en Chile el presidente Arturo Alessandri dimite y se exilia temporalmente en Europa.
- 10 de septiembre: tiene lugar la sentencia de Leopold y Loeb por el asesinato de su compañero Bobby Franks. El abogado defensor Clarence Darrow consigue su objetivo de evitar la pena de muerte, siendo ambos condenados a cadena perpetua.
- 10 de septiembre: en Colombia se funda el Cúcuta Foot-ball Club, que más tarde se conocería como Cúcuta Deportivo.
- 12 de septiembre: en Roma es asesinado a tiros el diputado fascista Armando Casalini por un obrero comunista, en venganza por el asesinato de Giacomo Matteotti.[17]
- 13 de septiembre: en Pasinler (Turquía) se registra un terremoto de 6,8 que deja 60 fallecidos.
- 15 de septiembre: en China se inicia la Segunda guerra Zhili-Fengtian, que será el conflicto más importante de la Era de los señores de la guerra.
- 15 de septiembre: tiene lugar un levantamiento comunista en Besarabia, reprimido por el gobierno rumano tras 3 días de lucha.
- 28 de septiembre: tiene lugar el primer salto en paracaídas en Chile, y Sudamérica, por el teniente de Ejército Leonardo Jiménez Martínez.

### Octubre
- 2 de octubre: en un partido entre Argentina y Uruguay, Cesáreo Onzari marca el primer gol olímpico en la historia del fútbol.
- 2 de octubre: los países miembros de la Sociedad de las Naciones firman el Protocolo de Ginebra, por el que se regula el arbitraje entre conflictos entre países miembros.[18]
- 3 de octubre: como consecuencia de los ataques de tribus  wahabitas leales al Sultanato de Néyed, el rey del Hiyaz Husayn ibn Ali, autoproclamado previamente califa, dimite de ambos cargos y huye del país, nombrando como rey sucesor (pero no como califa) a su hijo Ali bin Hussein.[19]
- 8 de octubre: En Londres, triunfa una Moción de censura contra el gobierno del laborista Ramsay MacDonald como protesta con sus relaciones con la Unión Soviética y por la absolución del periodista comunista John Ross Campbell condenado por incitar a la revolución.[20]
- 9 de octubre: El infante español Luis Fernando de Orleans y Borbón es implicado en un caso de tráfico de drogas y expulsado de Francia. Como consecuencia, su primo, el rey Alfonso XIII de España le retira el título de infante y sus privilegios.[21]
- 12 de octubre: Es fundada la Federación Colombiana de Fútbol.
- 12 de octubre: En Uruguay Comienza por Octava Vez la Copa América.
- 15 de octubre: en España comienzan las transmisiones de Radio Barcelona (actual Cadena SER). Se publica el primer Manifiesto del surrealismo por André Bretón
- 18 y 19 de octubre: llega a Cuba el huracán Diez, de categoría 5. Recorre la zona más pobre del país, la provincia de Pinar del Río, donde mata a unas 90 personas. El meteorólogo José Carlos Millás Hernández (1889-1965) lo describió como el más potente huracán de la Historia de Cuba.
- 23 de octubre: Durante la Segunda guerra Zhili-Fengtian, el general del bando Zhili Feng Yuxiang traiciona a su bando y ocupa Pekín, destituyendo al presidente Cao Kun y conduciendo al final de la guerra poco después.[22]
- 24 de octubre: El líder de la UGT Francisco Largo Caballero es nombrado miembro del Consejo de Estado por el Directorio militar de Primo de Rivera, provocando la ruptura entre los socialistas que colaboraron con el Directorio y los que no.
- 25 de octubre: El primer ministro del Reino Unido hace pública una carta enviada por el líder soviético Grigori Zinóviev incitando a las masas proletarias a la rebelión. Esta carta tendría un gran impacto en las próximas elecciones, aunque los representantes de la Unión Soviética siempre defendieron que la carta era falsa.
- 29 de octubre: Tienen lugar las Elecciones generales del Reino Unido de 1924. El Partido Conservador obtiene la mayoría absoluta, y su líder Stanley Baldwin se convertirá en primer ministro. Por su parte el Partido Liberal se hunde y pierde más del 70% de escaños, pasando a ser un partido minoritario.

### Noviembre
- 2 de noviembre: En Montevideo (Uruguay) Finaliza la Copa América y Uruguay repite título de campeón por Cuarta Vez.
- 4 de noviembre: en los Estados Unidos el presidente republicano Calvin Coolidge es reelegido y vence al demócrata John W. Dawis con una ventaja de 332 votos electorales frente a los 200 logrados por los demócratas. (Elecciones presidenciales de Estados Unidos de 1924).
- 5 de noviembre: en Pekín, el comandante líder del golpe de Estado, Feng Yuxiang ordena al ex emperador Puyi a abandonar la Ciudad Prohibida.
- 7 de noviembre: miembros de la CNT cruzan la frontera desde Francia con dinero y armas para derrocar a Primo de Rivera, son detenidos por la guardia civil en Vera de Bidasoa. Paralelamente en Barcelona, miembros de la misma organización intentan asaltar el cuartel de Atarazanas. Ambos intentos son abortados tras largos tiroteos con las autoridades.[23]
- 15 de noviembre: el ejército español inicia la evacuación de la ciudad Marroquí de Xauen[24]
- 19 de noviembre: durante la operación de evacuación de Xauen, las columnas españolas son hostigadas duramente por las tropas rifeñas al mando de Abd el-Krim, teniendo que refugiarse en la posición de Zoco el Arbaa, donde son sitiadas.[25]
- 19 de noviembre: en El Cairo es asesinado a tiros el gobernador británico del Sudán Sir Lee Stack, provocando un grave conflicto diplomático entre el Reino Unido y el Reino de Egipto, conduciendo a la dimisión del gobierno egipcio de Saad Zaghloul cuatro días después.[26]

### Diciembre
- 1 de diciembre: en México, Plutarco Elías Calles asume como presidente de ese país.
- 1 de diciembre: golpe de Estado comunista fallido en Estonia.[27]
- 7 de diciembre: tienen lugar nuevas  elecciones en Alemania, igual que en las anteriores de mayo el parlamento sigue muy fragmentado y difícil de gobernar, aunque con los partidos extremistas más debilitados.
- 10 de diciembre: el ejército español que había evacuado Xauen y se encontraba en Zoco el Arbaa evacúan esta última posición hacia Tetuan. Durante la retirada las tropas españolas son atacadas duramente por los rifeños produciendo cerca de 2000 muertos y más de 10000 heridos. La magnitud del desastre, el segundo mayor de toda la guerra del Rif (solo superado por el famoso Desastre de Annual), será ocultada a la opinión pública por la dictadura.[28][29]
- 14 de diciembre: en la ciudad de Córdoba (Argentina) se funda el club Racing de Córdoba.
- 15 de diciembre: en Bolivia, se crea la provincia Florida, separándola de la provincia de Vallegrande en el departamento de Santa Cruz.
- 15 de diciembre: en París, el escritor español Vicente Blasco Ibáñez publica el folleto "Una nación secuestrada", donde critica duramente la dictadura de Primo de Rivera y la monarquía de Alfonso XIII. Esto provocará que el gobierno español lo denuncie ante los tribunales franceses, provocando un breve conflicto diplomático entre ambos países.[30][31]
- 15 de diciembre: el canciller alemán, Wilhelm Marx, se niega a formar gobierno con los nacionalistas y presenta la dimisión, aunque seguirá un mes más como presidente en funciones hasta la formación definitiva de un nuevo gobierno.[32]
- 19 de diciembre: la Sociedad de las Naciones rechaza por el momento que las tropas británicas evacuen la ciudad de Colonia (Alemania) como estaba planeado, en vista del incumplimiento parcial de la reducción de armamentos por Alemania.[33]
- 25 de diciembre: en Albania, los revolucionarios liderados por Ahmed Zogu ocupan la capital Tirana. El presidente Fan S. Noli dimite y huye del país.
- 27 de diciembre: el periódico italiano Il Mondo publica un artículo del político fascista Cesare Rossi en el que acusa a Benito Mussolini de ordenar el asesinato del diputado socialista Giacomo Matteotti.[34]
- 29 de diciembre: en Costa Rica se inaugura el Estadio Nacional, con la Olimpiada Centroamericana.
- 31 de diciembre: en Barcelona se inaugura el metro.

## Nacimientos

### Enero
- 3 de enero: André Franquin, historietista belga (f. 1997).
- 8 de enero: Julián Adem, ingeniero civil y académico mexicano (f. 2015).
- 9 de enero: Anne Vernon, actriz francesa.
- 10 de enero: Eduardo Chillida, escultor español (f. 2002).
- 11 de enero: Roger Guillemin, médico francés (f. 2024).
- 13 de enero: Paul Feyerabend, filósofo de la ciencia y ensayista austríaco (f. 1994).
- 14 de enero: Guy Williams, actor estadounidense (f. 1989).
- 16 de enero: Eugenio Giner, autor de cómics español (f. 1994).
- 16 de enero: Francisco Panchito Hernández, futbolista mexicano (f. 2011).

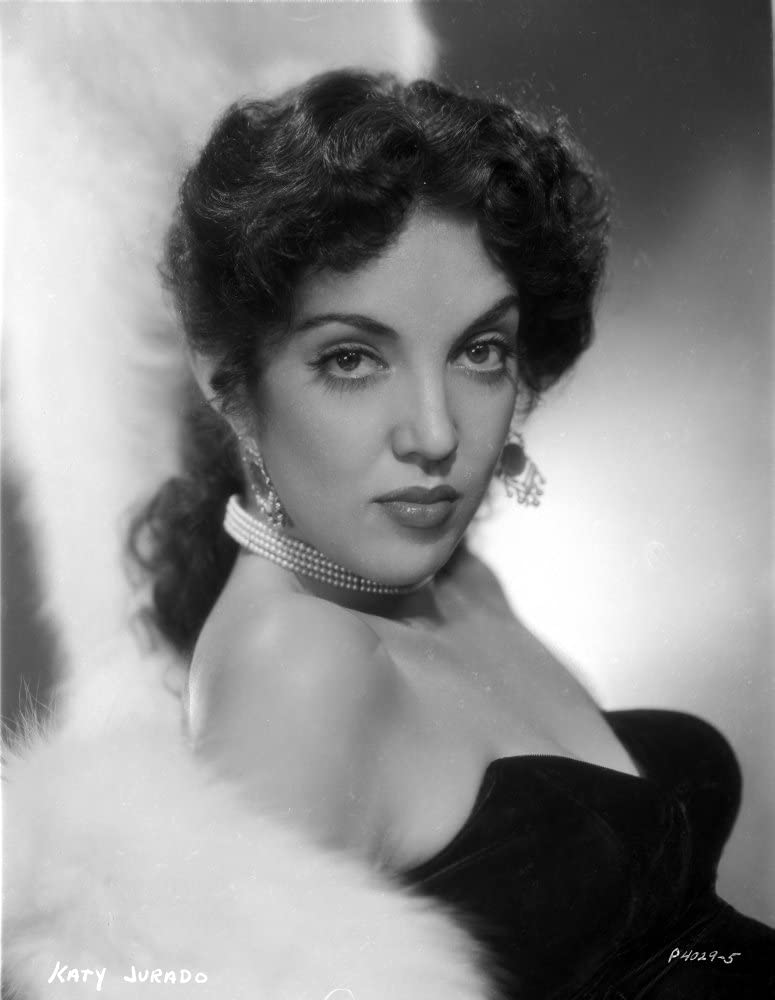
Katy Jurado.

- 16 de enero: Katy Jurado, actriz mexicana (f. 2002).
- 19 de enero: Jean-François Revel, filósofo, escritor y periodista francés (f. 2006).
- 21 de enero: Benny Hill, cómico británico (f. 1992).
- 24 de enero: María Meléntieva, partisana antinazi soviéticorrusa, heroína de la Unión Soviética (f. 1943), será capturada y asesinada a quemarropa a los 19 años por las tropas nazis finlandesas.
- 1924 de enero: John Spencer, aristócrata («8.º conde de Spencer») británico-inglés (f. 1992), padre de Lady Diana.
- 1924 de enero: Carlos Guillermo Suárez Mason, militar («general»), delincuente y genocida argentino (f. 2005) que morirá en prisión a los 81 años.
- 26 de enero: Alice Babs, cantante sueca (f. 2014).
- 29 de enero: Bianca Maria Piccinino, periodista y comentarista italiana.
- 30 de enero: Ehrentraut Katstaller Schott, arquitecta salvadoreña, primera mujer que ejerció la arquitectura en El Salvador.

### Febrero
- 1 de febrero: Felipe Boso, poeta español (f. 1983).
- 8 de febrero: Khamtai Siphandon, político laosiano.(f 2025,)
- 10 de febrero: Guillermo Zuluaga, humorista y actor colombiano (f. 1997).
- 13 de febrero: 
  - Francisco Alonso-Fernández, médico psiquiatra y profesor español (f. 2020).
  - Raimundo Ongaro, gremialista argentino (f. 2016).
  - Jean-Jacques Servan-Schreiber, periodista francés (f. 2006).
- 17 de febrero: Guevork Vartanián, espía y héroe de la Unión Soviética durante la Segunda Guerra Mundial (f. 2012).
- 18 de febrero: Humberto Fernández Morán, científico venezolano (f. 1999).
- 19 de febrero: 
  - David Bronstein, ajedrecista ucraniano (f. 2006).
  - Lee Marvin, actor estadounidense (f. 1987).
- 20 de febrero: Gloria Vanderbilt, escritora, artista, actriz, empresaria y dama de sociedad estadounidense (f. 2019).
- 21 de febrero: Robert Mugabe, político zimbabuense (f. 2019).
- 23 de febrero: Claude Sautet, cineasta y guionista francés (f. 2000).
- 29 de febrero: Ángel Pardo, historietista español (f. 1995).

### Marzo
- 1 de marzo: Mercedes Valdivieso, académica, conferencista y escritora chilena feminista de la generación del 50 (f. 1993).
- 3 de marzo: 
  - Lys Assia, cantante suiza (f. 2018).
  - Tomiichi Murayama, político japonés.
- 5 de marzo: Clara Ledesma, artista visual dominicana (f. 1999).
- 6 de marzo: 
  - Siegfried Erber, músico alemán radicado en Chile.
  - Ottmar Walter, futbolista alemán (f. 2013).
- 10 de marzo: Ludwig Adamec, profesor e historiador estadounidense de origen austriaco (f. 2019).
- 12 de marzo: Mary Lee Woods, matemática y programadora informática británica (f. 2017).
- 15 de marzo: Walter Gotell, actor germano-británico (f. 1997).
- 27 de marzo: Sarah Vaughan, antante de jazz y pianista estadounidense (f. 1990).
- 29 de marzo: Poty Lazzarotto, grabador, diseñador, ceramista, litógrafo y muralista brasileño (f. 1998).

### Abril

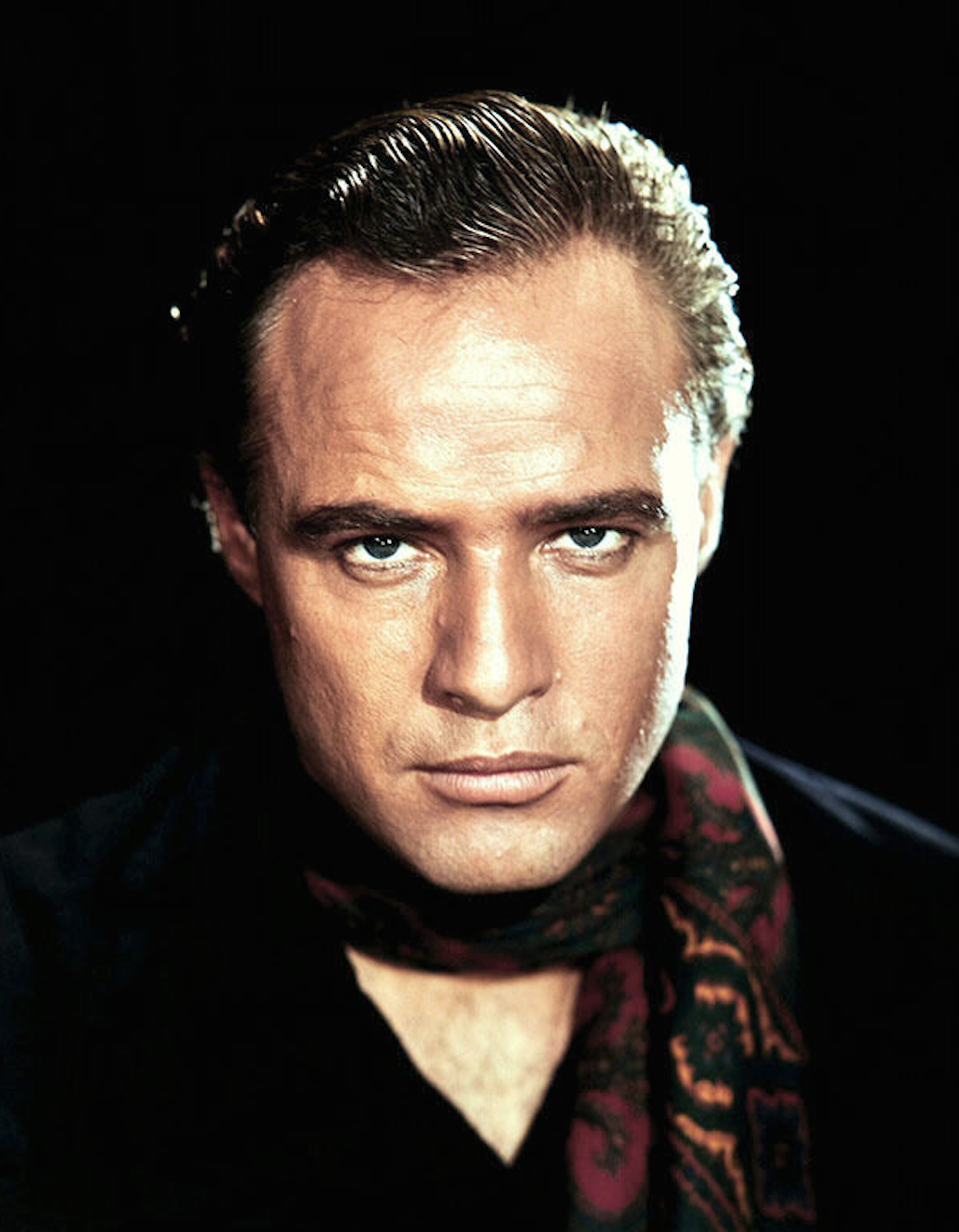
Marlon Brando

- 3 de abril: Marlon Brando, actor estadounidense (f. 2004).
- 7 de abril: Daniel Emilfork, actor francés de origen chileno (f. 2006).
- 8 de abril: Humberto Costantini, escritor y poeta argentino (f. 1987).
- 12 de abril: Raymond Barre, político francés (f. 2007).
- 13 de abril: 
  - Jorge Eielson, poeta peruano (f. 2006).
  - Stanley Donen, coreógrafo y cineasta estadounidense (f. 2019).
- 16 de abril: 
  - Inji Aflatoun, pintora egipcia (f. 1989).
  - Henry Mancini, compositor estadounidense de música de cine (f. 1994).
- 24 de abril: Nahuel Moreno, dirigente político argentino (f. 1987).
- 26 de abril: Gyula Kosice, escultor checo-argentino (f. 2016).
- 27 de abril: 
  - Vasile Aciobăniței, escultor rumano.
  - Willie Rosario, músico, compositor y director de orquesta puertorriqueño.
- 28 de abril: Kenneth Kaunda, profesor y político zambiano (f. 2021).

### Mayo
- 1 de mayo: Big Maybelle, cantante estadounidense de R&B (f. 1972).
- 3 de mayo: 
  - Virgilio Expósito, compositor de tango y pianista argentino (f. 1997).
  - Ken Tyrrell, piloto británico de automovilismo (f. 2001).
- 7 de mayo: Leo Sharp, veterano de guerra y horticultor estadounidense, reconocido por haber servido como mula para el cártel de Sinaloa a una avanzada edad (f. 2016).
- 9 de mayo: Bulat Okudzhava, cantautor, poeta y novelista ruso (f. 1997).
- 12 de mayo: Claribel Alegría, poeta y escritora salvanica (f. 2018).
- 13 de mayo: Giovanni Sartori, politólogo italiano (f. 2017).
- 16 de mayo: Dawda Jawara, político gambiano (f. 2019).
- 18 de mayo: Priscilla Pointer, actriz estadounidense.(f.2025)
- 22 de mayo: Charles Aznavour, cantante francés (f. 2018).
- 23 de mayo:Seymour Jonathan Singer, biólogo celular estadounidense (f. 2017).
- 24 de mayo:Jacques Dixmier, matemático francés.
- 29 de mayo: Lars Bo, artista y autor danés (f. 1999).
- 31 de mayo: Gisela May, actriz alemana (f. 2016).

### Junio
- 1 de junio: Ward de Ravet, actor belga (f. 2013).
- 3 de junio: 
  - Olga Lamas, cantante de tangos, de repertorio humorístico (f. 1988).
  - Jimmy Rogers, músico estadounidense de blues (f. 1997).
  - Torsten Wiesel, investigador sueco, premio nobel de medicina y fisiología en 1981.
- 4 de junio: Antoni Ramallets, portero español de fútbol (f. 2013).
- 6 de junio: Serge Nigg, compositor francés (f. 2008).
- 11 de junio: Fernando Miguel Lorenzo, escritor y dramaturgo argentino (f. 1997).

George H. W. Bush

- 12 de junio: George H. W. Bush, político estadounidense y 41° presidente desde 1989 hasta 1993 (f. 2018).
- 14 de junio: James Whyte Black, médico y farmacólogo escocés, premio nobel de medicina de 1988 (f. 2010).
- 21 de junio: Marga López, actriz argentina-mexicana (f. 2005).
- 23 de junio: Andrés Fernández-Albalat Lois, arquitecto español (f. 2019).
- 25 de junio: 
  - Sidney Lumet, cineasta estadounidense (f. 2011).
  - Luis Suárez Fernández, profesor, historiador y académico español.(f 2024)
  - (más posiblemente nació en 1925):[35] Raúl Rossi, actor argentino (f. 1993).
- 26 de junio: Julio Martialay De la Fuente, exfutbolista y exentrenador español.
- 28 de junio: Manuel López-Villaseñor, pintor español (f. 1996).

### Julio
- 1 de julio: Georges Rivière, actor francés (f. 2011).
- 2 de julio: Ora Kedem, química israelí.
- 3 de julio: 
  - Amalia Aguilar, actriz cubana. (f. 2021).
  - Angelo La Barbera, mafioso italiano (f. 1975).
- 4 de julio: 
  - Delia Fiallo, escritora y guionista de radionovelas y telenovelas cubana (f. 2021).
  - Eva Marie Saint, actriz estadounidense.
- 5 de julio: 
  - János Starker, violonchelista estadounidense de origen húngaro (f. 2013).
  - Edward Cassidy, cardenal australiano (f. 2021).
- 8 de julio: Anton Schwarzkopf, ingeniero alemán (f. 2001).

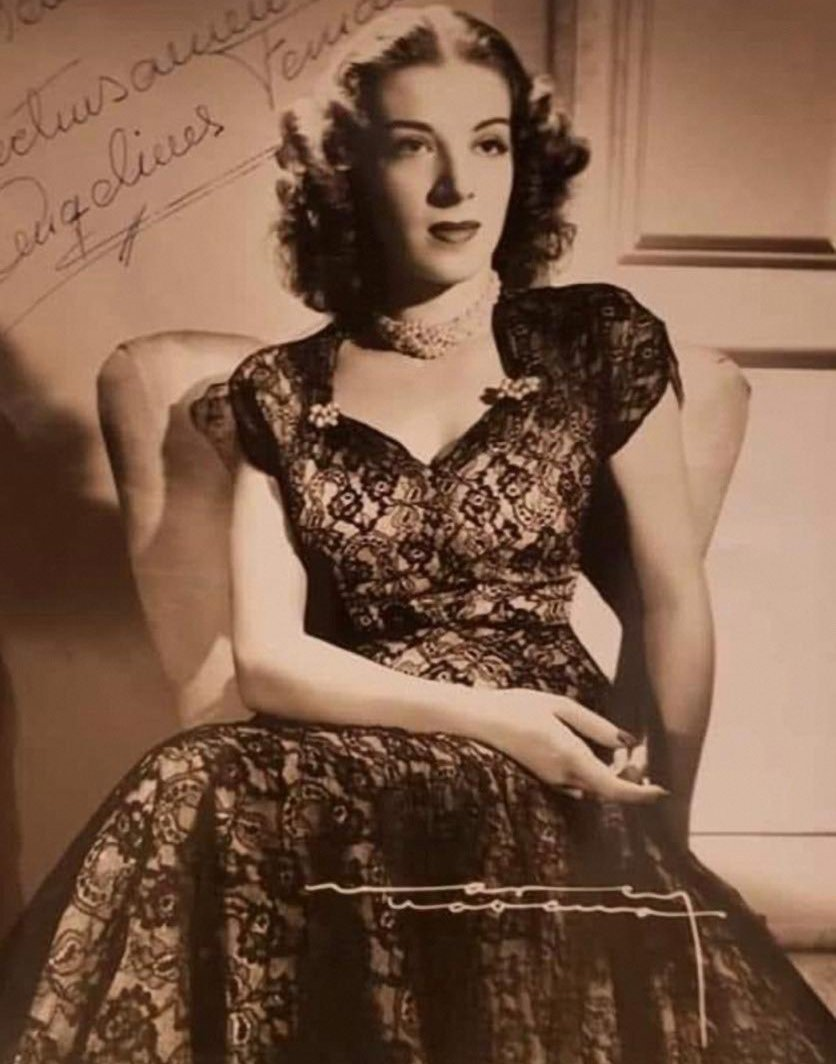
Angelines Fernández

- 9 de julio: Angelines Fernández, actriz y comediante española nacionalizada mexicana (f. 1994).
- 11 de julio: 
  - César Lattes, físico experimental brasileño (f. 2005).
  - Alberto Uria, piloto de automovilismo uruguayo (f. 1988).
- 13 de julio: 
  - Fermín Chávez, historiador argentino (f. 2006).
  - Carlo Bergonzi, tenor italiano (f. 2014).
- 15 de julio: David Cox, estadístico inglés.(f. 2022)
- 17 de julio: Adolfo Córdova, arquitecto peruano (f. 2022).
- 19 de julio: 
  - Guillermo Vázquez Franco, profesor de historia e investigador uruguayo.
  - Pat Hingle, actor estadounidense (f. 2009).
- 21 de julio: Don Knotts, actor cómico estadounidense (f. 2006).
- 22 de julio: Yela Loffredo, escultora ecuatoriana (f. 2020).
- 28 de julio: Luigi Musso, piloto de automovilismo italiano (f. 1958).

### Agosto
- 2 de agosto: 
  - Javier Arias Stella, científico y político peruano (f. 2020).
  - James Baldwin, escritor estadounidense (f. 1987).
  - Carroll O'Connor, actor estadounidense (f. 2001).
- 4 de agosto: Carmen Soler, profesora, poetisa, y militante del Partido Comunista Paraguayo (f. 1985).
- 8 de agosto: Gene Deitch, ilustrador, animador y director estadounidense (f. 2020).
- 12 de agosto: Lucy Salani, activista por los derechos de las personas trans y antifascista italiana (f. 2023).
- 13 de agosto: Antonio Alegre, dirigente deportivo argentino (f. 2010).
- 14 de agosto: 
  - Lee Adams, letrista de musicales de teatro estadounidense.
  - Eduardo Fajardo, actor español (f. 2019).
- 15 de agosto: Sim Daniel Abraham, empresario, inversor, filántropo y multimillonario estadounidense.(f.2025)
- 21 de agosto: Consuelo Velázquez, pianista y compositora mexicana (f. 2005).
- 22 de agosto: Orlando Ramón Agosti, militar y dictador argentino, a cargo de las Fuerzas Aéreas durante la última dictadura (f. 1997).
- 25 de agosto: 
  - Sam Bowers, fundador y líder (Mago Imperial) de Los Caballeros Blancos del Klu Klux Klan de Misisipi en 1963 (f. 2006).
  - Antonio Imbelloni, futbolista argentino.
  - Yasuzo Masumura, cineasta japonés (f. 1986).
- 28 de agosto: Janet Frame, escritora neozelandesa (f. 2004).
- 29 de agosto: María Dolores Pradera, actriz y cantante española (f. 2018).

### Septiembre
- 1 de septiembre: Gustavo Bueno, filósofo español (f. 2016).
- 2 de septiembre: Daniel arap Moi, político keniano (f. 2020).

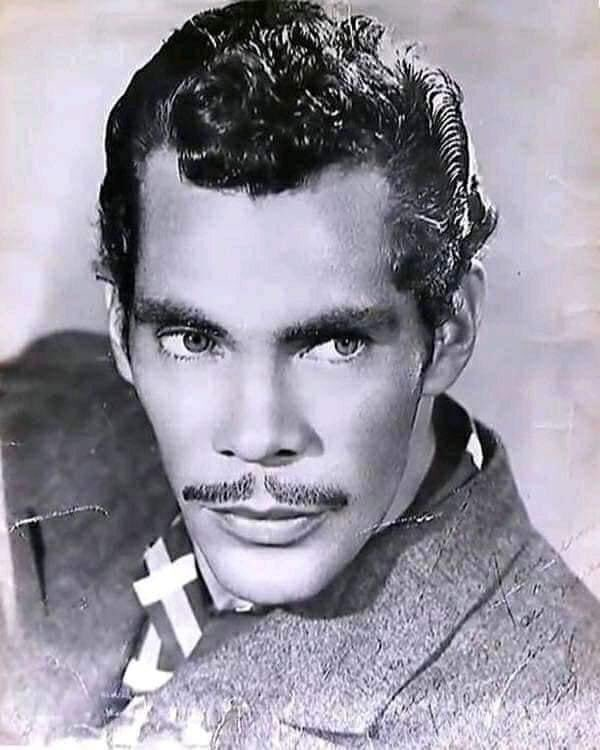
Ramón Valdés

- 2 de septiembre: Ramón Valdés, actor y humorista mexicano (f. 1988), Don Ramón en la serie televisiva El Chavo del Ocho.
- 3 de septiembre: Carlos Cañas, pintor muralista salvadoreño (f. 2013).
- 3 de septiembre: Juan Pablo Terra Gallinal, arquitecto y político uruguayo (f. 1991).
- 4 de septiembre: Vicent Andrés i Estellés, periodista y poeta español (f. 1993).
- 4 de septiembre: Joan Aiken, escritora británica (f. 2004).
- 7 de septiembre: Rafael Alvarado Ballester, científico español (f. 2001).
- 15 de septiembre: Lucebert, pintor y poeta neerlandés (f. 1994).
- 16 de septiembre: Lauren Bacall, actriz estadounidense (f. 2014).
- 24 de septiembre: Héctor Fix Zamudio, jurista y escritor mexicano (f. 2021).
- 24 de septiembre: Sergio Magaña, dramaturgo y escritor mexicano (f. 1990).
- 28 de septiembre: Marcello Mastroianni, actor italiano (f. 1996).
- 30 de septiembre: Truman Capote, escritor estadounidense (f. 1984).
- 30 de septiembre: Roberto Eduardo Viola (69), general, dictador («presidente de facto» entre 1978 y 1981), delincuente común y criminal argentino (n. 1924), condenado a 17 años de prisión como autor de 86 secuestros, 11 actos de tortura y 3 robos.

### Octubre

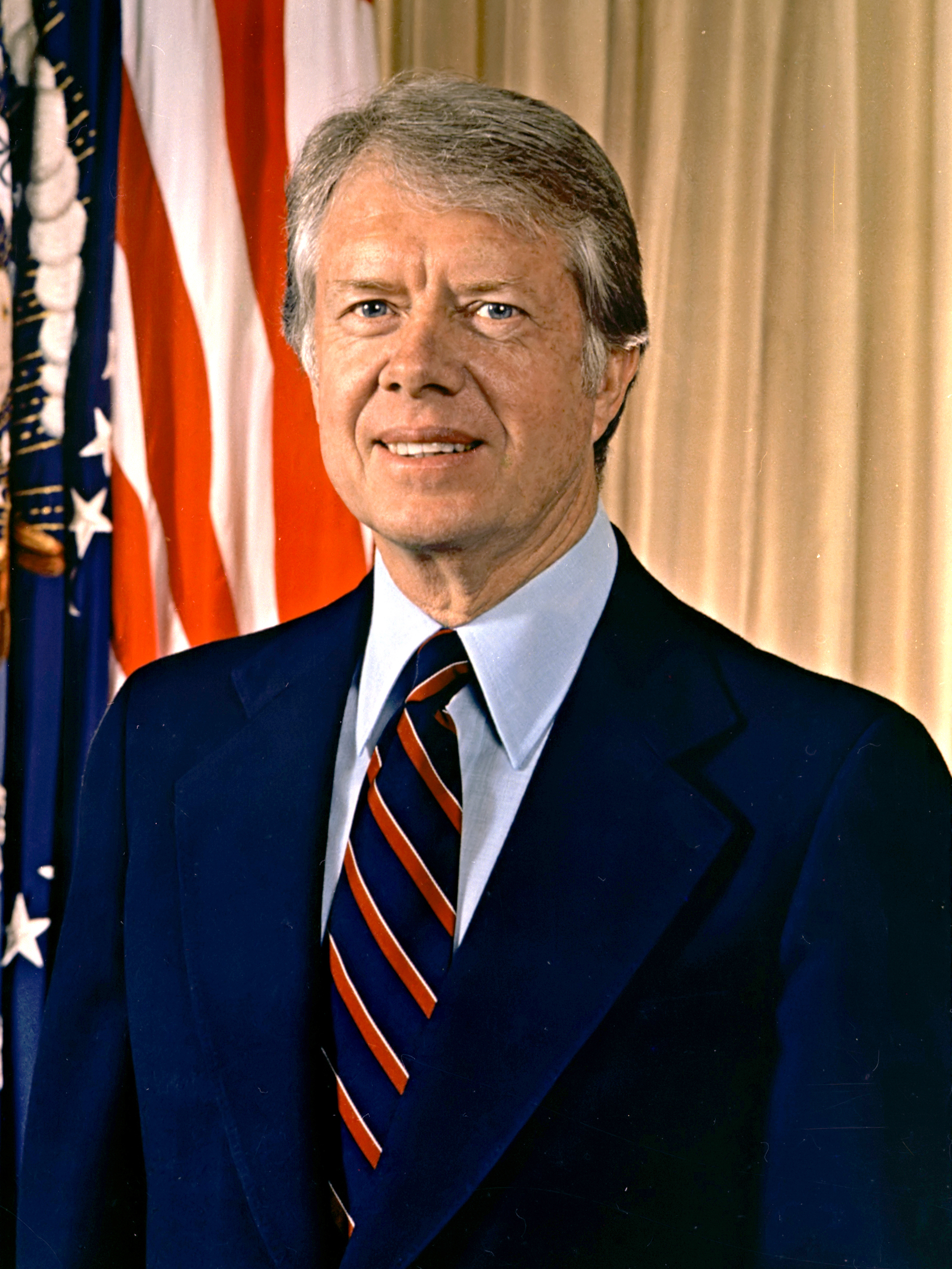
Jimmy Carter

- 1 de octubre: Jimmy Carter, político estadounidense, 39° presidente desde 1977 hasta 1981 y ganador del Premio Nobel de la paz de 2002 (f. 2024).
- 5 de octubre: José Donoso, escritor chileno (f. 1996).
- 14 de octubre: 
  - Ramón Mongo Castro, ingeniero agrónomo y político cubano, hermano de Fidel y Raúl Castro (f. 2016).
  - Robert Webber, actor estadounidense (f. 1989).
- 16 de octubre: Jorge Mobaied, cineasta argentino.
- 17 de octubre: Rolando Panerai, barítono italiano (f. 2019).
- 22 de octubre: 
  - Elcira Olivera Garcés, actriz argentina (f. 2016).
  - Susana Richa, educadora, ensayista y política panameña.
- 27 de octubre: Melitón Barba, un escritor y médico salvadoreño (f. 2001).
- 28 de octubre: Linda Kohen, pintora uruguaya.
- 29 de octubre: Zbigniew Herbert, poeta polaco (f. 1998).

### Noviembre
- 8 de noviembre: Ruy Pérez Tamayo, médico patólogo e inmunólogo, profesor y ensayista mexicano (f. 2022).
- 11 de noviembre: Luis Martín Santos, escritor y psiquiatra español (f. 1964).
- 13 de noviembre: Motoo Kimura, genetista japonés (f. 1994).
- 19 de noviembre: Bernardo Santareno, seudónimo literario de António Martinho, dramaturgo portugués (f. 1980).
- 20 de noviembre: 
  - Félix Giménez Gómez, poeta, investigador, escritor y militante comunista paraguayo (f. 2011).
  - Benoit Mandelbrot, matemático de origen polaco (f. 2010).
- 21 de noviembre: 
  - Hermann Buhl, montañero austriaco (f. 1957).
  - Víctor Martínez, abogado y político argentino, vicepresidente de su país entre 1983 y 1989 (f. 2017).
- 24 de noviembre: Susana Cabrera, actriz mexicana (f. 1996).
- 29 de noviembre: Domingo Liotta, cardiólogo argentino, coinventor del corazón artificial (f. 2022).

### Diciembre
- 2 de diciembre: Else Marie Pade, compositora de música electrónica y concreta (f. 2016).
- 3 de diciembre: Tito Cortés, cantante y compositor colombiano (f. 1998).
- 4 de diciembre: David Morales Bello, político venezolano (f. 2004).
- 7 de diciembre: 
  - Jovanka Broz, primera dama de Yugoslavia (f. 2013).
  - John Love, piloto de automovilismo (f. 2005).
- 9 de diciembre: Manlio Sgalambro, filósofo y escritor italiano (f. 2014).
- 11 de diciembre: Olga Bianchi, feminista y defensora de derechos humanos chileno-costarricense (f. 2015).
- 13 de diciembre: Maria Riva, actriz estadounidense de origen alemán.
- 19 de diciembre: 
  - Michel Tournier, escritor francés.(f. 2016).
  - Alexandre O'Neill, poeta portugués (f. 1986).
- 28 de diciembre: Milton Obote, presidente ugandés (f. 2005).
- 29 de diciembre: Francisco Nieva, autor teatral, escenógrafo, director de escena, narrador y dibujante español (f. 2016).
- 30 de diciembre: Yvonne Brill, ingeniera aeroespacial canadiense-estadounidense (f. 2013).

## Fallecimientos
- 20 de enero: Jay Hambidge, artista y matemático estadounidense de origen canadiense (n. 1867).
- 21 de enero: Lenin, dirigente revolucionario ruso (n. 1870).
- 3 de febrero: Woodrow Wilson, político y presidente estadounidense, premio nobel de la paz en 1919 (n. 1856).
- 8 de marzo: Mathilde von Rothschild, compositora, mecenas y baronesa alemana (n. 1832).
- 15 de mayo: Paul d'Estournelles, diplomático francés, premio nobel de la paz en 1909 (n. 1852).
- 22 de mayo: Francisco Mora Méndez, político español, cofundador del PSOE (n. 1842).
- 28 de mayo: Eduardo Boscá Casanoves, zoólogo y herpetólogo español (n. 1843).
- 3 de junio: Franz Kafka, escritor checo (n. 1883).
- 11 de junio: Giacomo Matteotti, político socialista italiano (n. 1885).
- 18 de julio: Ángel Guimerá, poeta y dramaturgo catalán (n. 1845).
- 3 de agosto: Joseph Conrad, escritor británico de origen polaco (n. 1857).
- 7 de agosto: Joan Salvat-Papasseit, poeta catalán (n. 1894).
- 12 de octubre: Anatole France, escritor francés, premio nobel de literatura en 1921 (n. 1844).
- 2 de noviembre: Kai Nielsen, escultor danés (n. 1882).
- 10 de noviembre: Lola Rodríguez de Tió, poetisa, periodista y revolucionaria puertorriqueña (n. 1843).
- 29 de noviembre: Giacomo Puccini, compositor italiano (n. 1858).
- 2 de diciembre: Carlos Greene, militar mexicano (n. 1879).
- 19 de diciembre: Luis Emilio Recabarren, político chileno y fundador del Partido Comunista de ese país (n. 1876).
- 28 de diciembre: Rafael Urbano, escritor, periodista, humorista español (n. 1870).
- 29 de diciembre: Carl Spitteler, escritor suizo, premio nobel de literatura en 1919 (n. 1845).
- Diciembre: Alexander Parvus (n. 1867).

### Fecha desconocida
- Félix Ramos y Duarte, educador y escritor cubano (n. 1848).

## Arte y literatura
- Miró: Arlequín.
- Thomas Mann: La montaña mágica.
- Louis-Ferdinand Céline: Viaje al final de la noche.
- Pablo Neruda: Veinte poemas de amor y una canción desesperada.
- Alban Berg: Wozzeck
- André Bretón: Manifiesto del surrealismo.
- Agatha Christie: El hombre del traje marrón, Poirot investiga.
- E. M. Forster: Pasaje a la India.
- Eugene O'Neill: Deseo bajo los olmos.
- 25 de noviembre: José Eustasio Rivera publica La Vorágine
- 14 de julio: la Torre de San Pedro, en Ayerbe (España) es declarada Monumento Arquitectónico-Artístico.
- En San Salvador (El Salvador), el Liceo Salvadoreño se convierte en una congregación marista.
- El ocultista Rudolf Steiner presenta su libro Agricultura biodinámica, basado en una serie de conversatorios que tiene en una finca de campo, en donde reunió a varios personajes de la época, aplicando la antroposofía a las técnicas de producción agrícolas existentes en el momento.
- En German Historical Museum (Berlín), Otto Dix publica el 1924 su obra "Stormtroopers Advancing Under a Gas Attack".

## Ciencia y tecnología
- Heisenberg: Mecánica cuántica.
- Aleksandr Oparin: Caldo primigenio.

## Deporte
- 26 de abril: Se inaugura el Estadio Juan Carmelo Zerillo, el Estadio del Club de Gimnasia y Esgrima La Plata, de Argentina. Este es su único estadio, ubicado en las calles 60 y 118, en el corazón del Bosque Platense, y el lugar donde debe hacer las veces de local para los partidos de fútbol que dispute.
- 7 de agosto: Fundación de Federación Universitaria, equipo peruano de fútbol cuyo nombre actual es Universitario de Deportes.
- 7 de agosto: Fundación del Club Juventud Junior, equipo colombiano de fútbol cuyo nombre actual es Junior de Barranquilla.
- 10 de septiembre: Fundación del Cúcuta Foot-ball Club, equipo colombiano de fútbol cuyo nombre actual es Cúcuta Deportivo.
- 31 de diciembre: Primera corrida de San Silvestre, celebrada anualmente desde entonces.
- Juegos Olímpicos en París, Francia
- Juegos Olímpicos: Uruguay obtiene la medalla de oro en fútbol por primera vez, derrotando en la final a Suiza.
- Campeonato Uruguayo de Fútbol: Nacional se consagra campeón por undécima vez, obteniendo su segundo tricampeonato (1922-1923-1924).
- Deportivo Alavés Inauguración del Estadio de Mendizorroza.
- Club Atlético Racing de Córdoba (Argentina) Año de fundación del club de la ciudad de Córdoba.
- Olimpiada Centroamericana en San José, Costa Rica
- Club Sportivo Escobar (Argentina) Año de fundación del club de la ciudad de Escobar, Buenos Aires.

## Cine
- En la Unión Soviética se filma la película Aelita, basada en la novela con mismo nombre del escritor Alekséi Tolstói.
- Se estrena la película Avaricia, del director Erich Von Stroheim.

## Música
- 24 de enero: en Cuba se funda la Estudiantina Sonora Matancera, que años más tarde se llamaría Sonora Matancera.
- Jimmy Blythe graba su tema Chicago stomp, considerada la primera grabación de boogie-woogie.

## Premios Nobel
- Física: Karl Manne Georg Siegbahn.[36]
- Química: destinado al fondo especial de esta sección del premio.[36]
- Medicina: Willem Einthoven.[36]
- Literatura: Władysław Stanisław Reymont.[36]
- Paz: destinado al fondo especial de esta sección del premio.[36]